# Heves

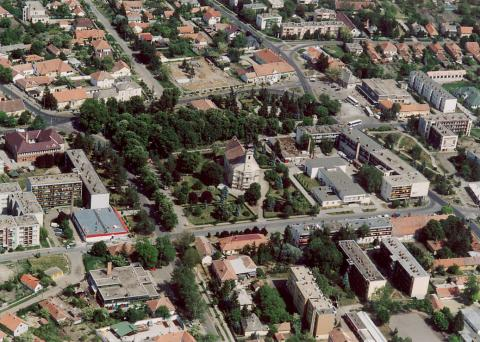
Heves Luftbild

Heves (deutsch: Hewesch) ist eine Stadt im Südosten des Komitats Heves in Ungarn. Sie ist zudem Verwaltungssitz des gleichnamigen Kleingebietes (bis 2012) bzw. des Kreises Heves (ab 2013). Die Stadt liegt an der Bahnlinie Kál-Kápolna–Kisújszállás und an der Landesstraße 31.

## Geschichte
Unter der Herrschaft von König Stephans I. wurden in Ungarn Gespanschaften errichtet. So auch in der Umgebung des Ortes. Im Jahre 1203 wurde Hewes erstmals erwähnt. 1271 hielt Stephan V. hier einen Landtag ab. 1467 erhielt der Ort eingeschränktes Stadtrecht. Im 15. Jahrhundert endete die Blütezeit mit der Eroberung der Stadt Hatvan durch die Türken 1544. 1567 wurde der Ort und die umliegende Dörfer zerstört. Die Bevölkerung wurde 1596 vertrieben und Türken in der Stadt angesiedelt. Von 1685 bis 1686 war die Stadt von kaiserlichen Truppen besetzt und 1688 endgültig von den Türken befreit. Im 18. Jahrhundert kamen Leibeigene aus Oberungarn und aus der Gegend des Bükk nach Heves. Nach der Umgestaltung der Landwirtschaft in den 1860er Jahren entwickelte sich die Heveser Melone zur landesweit anerkannten Marke.
Das Wachsen der Stadt wurde durch den Ersten Weltkrieg gestoppt. Im Zweiten Weltkrieg wurden 350 Juden deportiert. Von Dezember 1944 bis März 1945 war das Kommando der III. Ukrainischen Front in Heves. 1984 bekam der Ort Stadtrecht.

### Bevölkerung
2001 waren 96,5 Prozent der Bevölkerung Ungarn, 3 Prozent Roma und 0,5 Prozent Slowaken.

## Wirtschaft
Aus wirtschaftlicher Sicht ist Heves ein zurückgebliebenes Gebiet mit hoher Arbeitslosigkeit. Die Stadt lebt vorwiegend von der Landwirtschaft. Am bekanntesten ist die Stadt durch den Melonenanbau. Es wird auch anderes Obst (Apfel, Pfirsich, Kirsche, Pflaume), Sonnenblume, Weizen, Gerste und Mais angebaut. Schweine, Geflügel, Rinder, Schafe, Pferde und Kaninchen werden gehalten. Mit dem Systemwandel ab 1989 verschwand der Maschinenbau. Teilweise entstand hieraus Leichtindustrie. Dienstleistungsgewerbe und Handel sind in der Stadt durchschnittlich entwickelt. In der Lebensmittelindustrie gibt es nur Kleinbetriebe. Durch die Nähe des Theiß-Sees entwickelt sich der Tourismus.

## Verkehr
Mit dem regionalen Busverkehr sind die Orte Pély, Eger, Gyöngyös, Jászberény und Kisköre erreichbar. Fernbusse fahren nach Budapest, Debrecen, Gyula, Szeged, Tiszafüred, und Eger.

## Kultur, Bildung, Sport
In Heves gibt es vier Kindergärten und fünf allgemeinbildende Schulen (Klassenstufe 1 bis 8), je eine Berufsschule, Fachmittelschule und Gymnasium sowie ein Internat. Die Stadt ist das Zentrum für die Erwachsenenbildung für den südlichen Teil des Komitates.

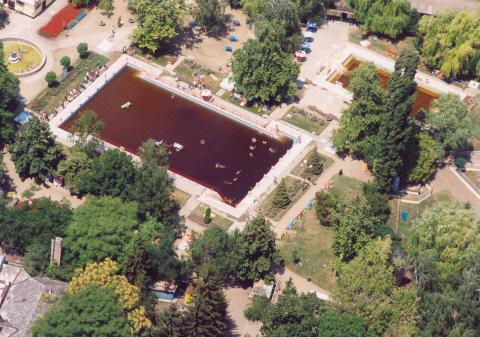

In der Stadt unterhält das Kulturzentrum „Zsigmond Móricz“ und die Stadtbibliothek mit 12.000 Bänden. Das Musikleben bereichern die Heveser Blas- und Tanzvereinigung und der Heveser Kammerchor. Es finden regelmäßig Veranstaltungen der Ungarischen Akademie der Bildenden Künste statt.
Die Fußballabteilung des Hevesi LSC spielt zurzeit in der dritten Liga.

## Sehenswürdigkeiten
- Römisch-katholische Kirche (teilweise gotisch)
- Naturgeschützte Puszta
- Schachmuseum
- Ausstellungsort des Heveser Museums
- Die Schlösser Básty-Újfalussy, Remenyik und Halász

## Söhne und Töchter der Stadt
- Ludwig Hevesi (1843–1910), Schriftsteller und Journalist
- Lajos Czeizler (1893–1969), Fußballtrainer
- István Beöthy (1897–1961), Bildhauer und Architekt
- Ellen Kürti (1902–1966), Schauspielerin
- István Nagy (* 1959), Leichtathlet
- Péter Kovács (1959–2024), Kunstturner
- Ildikó Pádár (* 1970), Handballspielerin

## Städtepartnerschaften
- Breganze, Italien
- Miercurea Ciuc, Rumänien
- Ciumani, Rumänien
- Aalburg, Niederlande (von 1993 bis 2007)